# Monzón (serie de televisión)
Monzón es una serie de televisión biográfica y dramática argentina emitida por Space, producida por Buena Vista Original Productions, Pampa Films y el INCAA, y distribuida por Disney Media Distribution Latin America. Protagonizada por Jorge Román, Mauricio Paniagua, Carla Quevedo, Paloma Ker,  Soledad Silveyra, Diego Cremonesi, Florencia Raggi, Gustavo Garzón y Yayo Guridi, se estrenó el 17 de junio de 2019 con doble episodio. Se encuentra disponible en el catálogo de Netflix.

## Sinopsis
La serie sigue la vida famoso boxeador Carlos Monzón, en diferentes etapas de su vida. La primera de ellas cuenta como Carlos (Mauricio Paniagua) nació en la humildad y se enamoró de la Pelu (Paloma Ker), su primera esposa; poco después, muestra el talento y la conquista del mismo en el mundo del box, siendo coronado como campeón en la categoría de peso mediano, lo cual lo llevó a tener una fama repentina para la cual no estaba preparado. Carlos (Jorge Román), en su adultez, ya es un deportista retirado y con graves problemas de violencia, por lo cual deberá responder a la investigación por acusación del asesinato de la modelo uruguaya Alicia Muñiz (Carla Quevedo), su última pareja y madre de su hijo menor. A partir de este hecho trágico, el fiscal Parisi (Diego Cremonesi) será el encargado de llevar a cabo el caso policial que mantendrá en vilo a la sociedad argentina de la época y al resto del mundo.

## Elenco y personajes

### Principal
- Jorge Román como Carlos Monzón
- Mauricio Paniagua como Carlos Monzón (joven)
- Carla Quevedo como Alicia Muñiz
- Paloma Ker como Mercedes Beatriz García «Pelusa»
- Soledad Silveyra como Alba Calatayud (madre de Alicia Muñiz)
- Diego Cremonesi como Gustavo Parisi
- Florencia Raggi como Patricia Rosello
- Gustavo Garzón como Roberto De Luca
- Yayo Guridi como Alfredo Herminda (Alberto Olmedo)
- Fabián Arenillas como Amílcar Brusa (entrenador de Monzón)
- Nacho Gadano como «El Turco» (Adrián Martel)
- Belén Chavanne como Leticia Bianchi

### Secundario
- Celeste Cid como Susana Giménez
- Fabian Wolfrom como Alain Delon
- Mariano Chiesa como Tito Lectoure
- Diego Starosta como Gentile
- Rodrigo Pedreira como Fernando Vargas Rissi
- Mex Urtizberea como Pichon
- Lautaro Delgado como Nicolino Locche
- Pablo Sórensen como «Gordillo»
- Lucas Pose como Carlos Raúl Monzón
- Cumelén Sanz como Silvia Monzón
- Atilio Veronelli como «Zorro»
- Andrés Gil como Nino Benvenuti
- Pedro Merlo como «Bocha»
- Alexia Moyano como Luz
- Jean Pierre Noher como «Gordo» Caño
- Martín Seefeld como «El Negro»
- Mario Moscoso como «Comisario Gamarra»
- Martín Banegas como «El Rubio»

### Participaciones especiales
- Juanma Muniagurria como Gustavo Press.
- Santiago Pedrero como Eduardo, amigo de la infancia de Carlos
- Federico Salles como Techo
- Anahí Martella como Clelia[4]
- Guido Botto Fiora como Nicoli, periodista
- Jorge Prado como Gitano
- Agustín Monzón (nieto de Monzón) como Beto
- Daniel Toppino como Sainz
- Facundo Raúl Aquinos como Alcides Monzón, hermano de Carlos
- Martín Coggi como preparador físico de Nino
- Martín Tecchi como Méndez, preparador físico de Carlos
- Susana Varela como Amalia, madre de Carlos
- Adriana Salonia como Jueza

## Episodios
| N.º | Título                  | Dirigido por   | Escrito por                                      | Fecha de emisión original | Audiencia |
| --- | ----------------------- | -------------- | ------------------------------------------------ | ------------------------- | --------- |
| 1   | «Primer round»          | Jesús Braceras | Francisco Varone, Leandro Custo y Gabriel Nicoli | 17 de junio de 2019       | 2,21      |
| 2   | «Paloma o gavilán»      | Jesús Braceras | Francisco Varone, Leandro Custo y Gabriel Nicoli | 17 de junio de 2019       | 2,21      |
| 3   | «Las manos»             | Jesús Braceras | Francisco Varone, Leandro Custo y Gabriel Nicoli | 24 de junio de 2019       | —         |
| 4   | «Dale show»             | Jesús Braceras | Francisco Varone, Leandro Custo y Gabriel Nicoli | 1 de julio de 2019        | 1,13      |
| 5   | «Creer»                 | Jesús Braceras | Francisco Varone, Leandro Custo y Gabriel Nicoli | 8 de julio de 2019        | —         |
| 6   | «Volver»                | Jesús Braceras | Francisco Varone, Leandro Custo y Gabriel Nicoli | 15 de julio de 2019       | —         |
| 7   | «El linyera y el dandy» | Jesús Braceras | Francisco Varone, Leandro Custo y Gabriel Nicoli | 22 de julio de 2019       | —         |
| 8   | «La Mary»               | Jesús Braceras | Francisco Varone, Leandro Custo y Gabriel Nicoli | 29 de julio de 2019       | —         |
| 9   | «La última pelea»       | Jesús Braceras | Francisco Varone, Leandro Custo y Gabriel Nicoli | 5 de agosto de 2019       | —         |
| 10  | «Fin de fiesta»         | Jesús Braceras | Francisco Varone, Leandro Custo y Gabriel Nicoli | 12 de agosto de 2019      | —         |
| 11  | «Alicia»                | Jesús Braceras | Francisco Varone, Leandro Custo y Gabriel Nicoli | 19 de agosto de 2019      | —         |
| 12  | «Contra las cuerdas»    | Jesús Braceras | Francisco Varone, Leandro Custo y Gabriel Nicoli | 26 de agosto de 2019      | —         |
| 13  | «Día de los enamorados» | Jesús Braceras | Francisco Varone, Leandro Custo y Gabriel Nicoli | 2 de septiembre de 2019   | —         |

## Premios y nominaciones
| Lista de premios y nominaciones | Lista de premios y nominaciones | Lista de premios y nominaciones                  | Lista de premios y nominaciones                                    | Lista de premios y nominaciones | Lista de premios y nominaciones | Lista de premios y nominaciones |
| Año                             | Organización                    | Categoría                                        | Nominado/a (s)                                                     | Resultado                       | Ref(s)                          |                                 |
| ------------------------------- | ------------------------------- | ------------------------------------------------ | ------------------------------------------------------------------ | ------------------------------- | ------------------------------- | ------------------------------- |
| 2019                            | Premios Produ                   | Mejor Serie                                      | Monzón                                                             | Ganador                         | [ 7 ] [ 8 ]                     |                                 |
| 2019                            | Premios Produ                   | Mejor Tema Musical                               | «La ilusión» por Sergei Grosny                                     | Nominado                        | [ 7 ] [ 8 ]                     |                                 |
| 2019                            | Premios Produ                   | Mejor Apertura                                   | Monzón                                                             | Ganador                         | [ 7 ] [ 8 ]                     |                                 |
| 2019                            | Premios Produ                   | Mejor Director                                   | Jesús Braceras                                                     | Nominado                        | [ 7 ] [ 8 ]                     |                                 |
| 2019                            | Premios Produ                   | Mejor Productor                                  | Leonardo Aranguibel, Fernando Barbosa, Pablo Bossi y Agustín Bossi | Nominado                        | [ 7 ] [ 8 ]                     |                                 |
| 2019                            | Premios Produ                   | Mejor Director de Fotografía                     | Christian Cottet                                                   | Ganador                         | [ 7 ] [ 8 ]                     |                                 |
| 2019                            | Premios Produ                   | Mejor Compositor Musical                         | Sergei Grosny                                                      | Ganador                         | [ 7 ] [ 8 ]                     |                                 |
| 2019                            | Premios Produ                   | Mejor Actriz                                     | Carla Quevedo                                                      | Nominada                        | [ 7 ] [ 8 ]                     |                                 |
| 2019                            | Premios Produ                   | Mejor Actriz de Reparto                          | Soledad Silveyra                                                   | Nominada                        | [ 7 ] [ 8 ]                     |                                 |
| 2019                            | Premios Produ                   | Mejor Actor de Reparto                           | Diego Cremonesi                                                    | Nominado                        | [ 7 ] [ 8 ]                     |                                 |
| 2019                            | Premios Produ                   | Mejor Actor de Reparto                           | Gustavo Garzón                                                     | Nominado                        | [ 7 ] [ 8 ]                     |                                 |
| 2019                            | Premios Produ                   | Mejor Actriz Revelación                          | Paloma Ker                                                         | Nominada                        | [ 7 ] [ 8 ]                     |                                 |
| 2019                            | Premios Produ                   | Mejor Actor Revelación                           | Mauricio Paniagua                                                  | Nominado                        | [ 7 ] [ 8 ]                     |                                 |
| 2019                            | Premios Produ                   | Mejor Estrategia de Lanzamiento de Contenido     | Monzón                                                             | Nominado                        | [ 7 ] [ 8 ]                     |                                 |
| 2020                            | Premios Platino                 | Mejor Miniserie o Teleserie                      | Monzón                                                             | Nominado                        | [ 9 ]                           |                                 |
| 2020                            | Premios Platino                 | Mejor Actor en Miniserie o Teleserie             | Jorge Román                                                        | Nominado                        | [ 9 ]                           |                                 |
| 2020                            | Premios Platino                 | Mejor Actor de Reparto en Miniserie o Teleserie  | Gustavo Garzón                                                     | Nominado                        | [ 9 ]                           |                                 |
| 2020                            | Premios Platino                 | Mejor Actriz de Reparto en Miniserie o Teleserie | Florencia Raggi                                                    | Nominada                        | [ 9 ]                           |                                 |
| 2020                            | Premios Carlos Gardel           | Mejor Banda de Sonido de Cine / Televisión       | Sergei Grosny                                                      | Nominado                        | [ 10 ]                          |                                 |
| 2021                            | Premios Martín Fierro           | Mejor Ficción                                    | Monzón                                                             | Nominado                        | [ 11 ]                          |                                 |
| 2021                            | Premios Martín Fierro           | Mejor Actor de Reparto                           | Diego Cremonesi                                                    | Ganador                         | [ 11 ]                          |                                 |
| 2021                            | Premios Martín Fierro           | Mejor Actriz de Reparto                          | Florencia Raggi                                                    | Nominada                        | [ 11 ]                          |                                 |

## Banda sonora
- Enanitos Verdes: «La Muralla Verde»
- Otis Redding: «Hard to Handle»
- Marikena Monti: «Tema de la Película 'La Mary»
- Sindicato Argentino del Hip Hop: «Sangre, Sudor y Furia»
- Pappo: «Sucio y Desprolijo»
- G.I.T.: «Es Por Amor»